# Alberta (Minnesota)
Alberta es una ciudad ubicada en el condado de Stevens en el estado estadounidense de Minnesota. En el Censo de 2010 tenía una población de 103 habitantes y una densidad poblacional de 148,39 personas por km².

## Geografía
Alberta se encuentra ubicada en las coordenadas 45°34′30″N 96°3′2″O / 45.57500, -96.05056. Según la Oficina del Censo de los Estados Unidos, Alberta tiene una superficie total de 0.69 km², de la cual 0.69 km² corresponden a tierra firme y (0%) 0 km² es agua.

## Demografía
Según el censo de 2010, había 103 personas residiendo en Alberta. La densidad de población era de 148,39 hab./km². De los 103 habitantes, Alberta estaba compuesto por el 100% blancos, el 0% eran afroamericanos, el 0% eran amerindios, el 0% eran asiáticos, el 0% eran isleños del Pacífico, el 0% eran de otras razas y el 0% pertenecían a dos o más razas. Del total de la población el 0% eran hispanos o latinos de cualquier raza.